# Milan Wenzl
Milan Wenzl (* 12. května 1959 Praha) je český politik a podnikatel, od října 2021 poslanec Poslanecké sněmovny PČR, od roku 2014 zastupitel (v letech 2014 až 2022 také starosta) městské části Praha 15, nestraník za hnutí ANO 2011.

## Život
Vystudoval SOUS. Podnikal ve stavebnictví (těžká stavební mechanizace a doprava) a v gastronomii (pizzerie).
Milan Wenzl žije v Praze, konkrétně v městské části Praha 15. Je ženatý, má dvě děti.

## Politické působení
V roce 2002 byl krátce členem ODS, za kterou kandidoval v komunálních volbách v roce 2002 do Zastupitelstva městské části Praha 15, ale neuspěl. Zvolen byl až ve volbách v roce 2014 jako nestraník a lídr kandidátky hnutí ANO 2011. Dne 10. listopadu 2014 se navíc stal starostou městské části. Mandát zastupitele městské části obhájil ve volbách v roce 2018, opět jako nestraník a lídr kandidátky hnutí ANO 2011. Na konci října 2018 byl opět zvolen starostou městské části. Dále zastával funkci předsedy Krizového štábu MČ, Povodňové komise MČ a Bezpečnostní rady MČ. V komunálních volbách v roce 2022 kandidoval do zastupitelstva Prahy 15 jako lídr kandidátky hnutí ANO 2011. Mandát zastupitele městské části se mu podařilo obhájit, starostou se však již nestal. Dne 9. listopadu 2022 byl novým starostou městské části zvolen Michal Fischer.
V komunálních volbách v roce 2018 kandidoval jako nestraník za hnutí ANO 2011 též do Zastupitelstva hlavního města Prahy, ale neuspěl.
Ve volbách do Poslanecké sněmovny PČR v roce 2021 kandidoval jako nestraník za hnutí ANO 2011 na 5. místě kandidátky v Praze. Získal 1 000 preferenčních hlasů a stal se poslancem. Během prvního roku v Poslanecké sněmovně měl téměř 100% absenci na hlasování, protože mu byla diagnostikována leukémie. Dle svých slov ale o rezignaci vůbec neuvažoval. Při jednání sněmovny dne 3. března 2023 při cestě k řečnickému pultíku zkolaboval. Následně byl za pomoci přítomných poslanců předán do péče lékařů.
Ve sněmovních volbách v roce 2025 kandiduje z 11. místa kandidátní listiny hnutí ANO v Praze.